# Mina Quiruvilca
La mina Quiruvilca es un yacimiento minero de plata, zinc, cobre, oro y plomo ubicado en el distrito de Quiruvilca, provincia de Santiago de Chuco, departamento de La Libertad en Perú, a una altura entre los 3600 y 4000 metros sobre el nivel del mar. Una característica importante de esta mina es que se ubica junto a las nacientes del río Moche.
Actualmente, la mina se encuentra siendo explotada por mineros ilegales e informales.

## Historia
Esta mina probablemente fue explotada desde época preincaica mediante pequeñas operaciones de exploración y explotación de plata y cobre. En 1921, inicia la explotación formal cuando se constituye la Northern Peru Mining and Smelting.
En 1995, la empresa canadiense Pan American Silver adquiere la mina Quiruvilca bajo el nombre de la unidad minera Quiruvilca.
Durante el 2012, minera Quiruvilca Limited, subsidiaria perteneciente a Southern Peaks Mining, compra la unidad minera Quiruvilca.
La unidad minera Quiruvilca es vendida al ciudadano boliviano Luis Sáenz  y este declara en quiebra la Compañía Minera Quiruvilca en 2017. En enero de 2018, la mina es abandonada sin cumplir las medidas establecidas en su plan de cierre, dejando una deuda de 10 millones de dólares americanos. A partir de estos hechos el estado peruano asume la aplicación del plan de cierre de la mina.

## Problemática socioambiental
En enero del 2018, la empresa Compañía Minera Quiruvilca, ubicada en Santiago de Chuco, La Libertad comunicó el abandono de una unidad minera sin cumplir las medidas aprobadas en su plan de cierre de minas según lo señalado por Organismo de Evaluación y Fiscalización Ambiental (OEFA).
Debido al abandono de las labores de remediación ambiental que debieron ejecutar los dos últimos operadores de la mina, Southern Peaks Mining y el ciudadano boliviano Luis Sáenz, la mina Quiruvilca fue invadida por mineros informales de La Libertad y Cajamarca.
Mediante Resolución Directoral Nª 006-2018-OEFA/DESM, el OEFA ordenó medidas preventivas luego de evidenciar la existencia de cobre, plomo, zinc y hierro en efluentes provenientes de los componentes mineros de la unidad minera Quiruvilca que descargaban directamente a la quebrada Santa Catalina y posteriormente al río Shorey. Asimismo, de acuerdo al Ministerio de Energía y Minas (MINEM), en la cuenca del río Moche, donde se ubica el río Shorey, se determinó que una fuente de contaminación por efluentes, es la zona de Quiruvilca.
El 6 de julio del 2018, mediante Resolución Jefatural Nª 196-2018-ANA, la Autoridad Nacional del Agua declaró en estado de emergencia al río Moche por el desborde y/o potencial ruptura de los diques de las relaveras de la unidad minera Quiruvilca.
En el río Moche durante el 2019, se reportó un alto nivel de relaves mineros (48,2%): presencia de concentraciones de mercurio, cadmio, plomo, cobre, arsénico; un nivel alto de aguas servidas (67,1%); así como de desmonte y basura (64,1%).
En enero del 2020, el alcalde distrital de Quiruvilca protestaba por la presencia de alrededor de 3 mil trabajadores de la mina Compañía Minera Quiruvilca que continuaban extrayendo metales luego del cese de operaciones de dicha compañía.
En julio del 2020, tres personas perdieron la vida al asfixiarse en un socavón de una mina informal ubicada en el distrito de Quiruvilca. Ninguno de los fallecidos contaba con los implementos de seguridad necesarios para trabajar en una mina.
En febrero del 2021, también fallecieron tres personas por la inhalación de gases tóxicos al interior de una mina informal en el distrito de Quiruvilca.
En julio del 2021, el ministro del ambiente Modesto Montoya supervisó la relavera Santa Catalina de la unidad minera Quiruvilca y anunció la realización de coordinaciones con la Junta de Regantes de la zona cercana para realizar actividades conjuntas para la remediación de la zona, luego de indicar textualmente: "Esto es un monumento a lo que nunca debió hacerse en el pasado; esperemos que en el futuro no haya ninguna empresa que haga algo parecido".
Durante el año 2022 el Ministerio del Ambiente (MINAM) reportó la implementación de estaciones de monitoreo a largo de la cuenca del río Moche y el OEFA reportó del plan de supervisión y fiscalización de la ex unidad minera Quiruvilca.

## Plan de cierre

### Fallas regulatorias
En el plan de cierre de minas faltó información detallada de las actividades de cierre a realizar y ausencia de una base presupuestal de costos propuesta por el titular minero. En este caso, el reglamento no obliga a presentar un estudio de factibilidad del plan de cierre.
En el año 2015 se redujo el presupuesto para el cierre progresivo de la mina y el presupuesto para el cierre final luego de que el titular indicó ante la Presidencia del Consejo de Ministros (PCM) que ampliaría por cinco años la vida útil de la mina a pesar de que en la información del MINEM se observó una caída constante de la producción constante de mineral de plata. Por lo que se deduce que el actual diseño de la normativa de cierre de minas tiene problemas de falta de claridad de los criterios y definiciones para la presentación a la PCM.

### Proceso de cierre
El 11 de mayo de 2022, el Ministerio de Energía y Minas firmó el convenio para el cierre de Minas de la mina Quiruvilca con Activos Mineros S.A.C. donde se priorizaba la construcción de una planta de tratamiento de agua.Resulta importante mencionar que la empresa Activos Mineros S.A.C., es una empresa pública que realiza actividades de remediación de pasivos ambientales mineros de alto riesgo para la salud y seguridad humana y para el ambiente.
Durante el 2019, el Ministerio de Energía y Minas concluyó, luego de realizarse una evaluación al depósito de relaves Santa Catalina de la Unidad Minera, que esta cumple con los requisitos de seguridad, descartando de esa manera un posible riesgo para las poblaciones de Otuzco y Trujillo.
El 31 de diciembre del 2022, se autorizó la transferencia financiera desde el MINEM a la empresa Activos Mineros S.A.C. para la ejecución del Plan de Cierre de Minas de la unidad minera Quiruvilca.